# シュードモナス・アンギリセプチカ
Pseudomonas anguilliseptica（シュードモナス・アンギリセプチカ）とはシュードモナス属の種の一つであり、魚類に病原性を示すグラム陰性の真正細菌である。P. anguillisepticaはニホンウナギ（Anguilla japonica）から最初に分離された。16S rRNAに基づく解析ではP. anguillisepticaは緑膿菌の群に属することが示された。 